# Grko-Makedonci
Grko-Makedonci Ime jednoj skupini Grka koja sebe naziva imenom Μακεδόνες (Makedonci, a nastanjeni su na grčkom području Makedonije, i naziv ne podrazumijeva nikakvu etničku pripadnost, nego jedino kao stanovnike toga dijela Grčke. Istovremeno u proturječju s time, takozvani Grko-Makedonci se, navode kao većinsko kršćansko stanovništvo u ranom 20 stoljeću, u vilajetu Selânik (Solun) i u Manastiru (Bitola). -Prema istom izvoru mnogi Grko-Makedonci imigrirali su između 1924. – 1974. u Australiju, poglavito iz gradova Florina, Kastoria i Kozani.  Grčko-Makedonska zajednica u Melbournu imala je konflikata s makedonskim Makedoncima poradi starih klulturnih simbola, koji aludiraju na Filipa II Makedonskog i drevno makedonsko podrijetlo. 

## Ime
Ime Makedonci svakako dolazi prema lokalitetu Makedonije, koje je prema Herodotu, došlo od dorskog plemena Makednon (Makednon Ethnos). Ova riječ u obliku Makednos (μακεδνός) spominej Homer u svojoj Odiseji (Od. H106), i kasnije Herodot među ostalim dorskim plemenima. Riječ 'makednos' ima značenje, dug, visok i gorštak. Danas je prevladalo značenje 'gorštak Postoji i riječi Maketia i Maketai, isto grčke, kojima su se u stara vremena identificirali Makedonija i Makedonci. –Značenje ove riječi svakako se odnosi jedino na stari predslavenski narod Makedonce, koji su pripadali proto-helenskim ili helenskim populacijama što će sudjelovati (preko 230 plemena) u stvaranju kasnijeg grčkog naroda. Prema mitu Makedon je bio sin Zeusov, kaže Hesiod. Makedonija koja se isprva nazivala Ematija, po Zeusovom i Elektrinom sinu Emathionu, kasnije je po Makedonu dobila svoje makedonsko ime. Današnjim Makedoncima koji nose ovo staro ime, povijest počinje tek dolaskom slavenskih plemena.